# 吉沢駅
吉沢駅（よしざわえき）は、秋田県由利本荘市吉沢にある、由利高原鉄道鳥海山ろく線の駅である。無人駅。

## 歴史
- 1989年（平成元年）10月29日：由利高原鉄道の駅として由利郡由利町に開業[1][2]。

## 駅構造

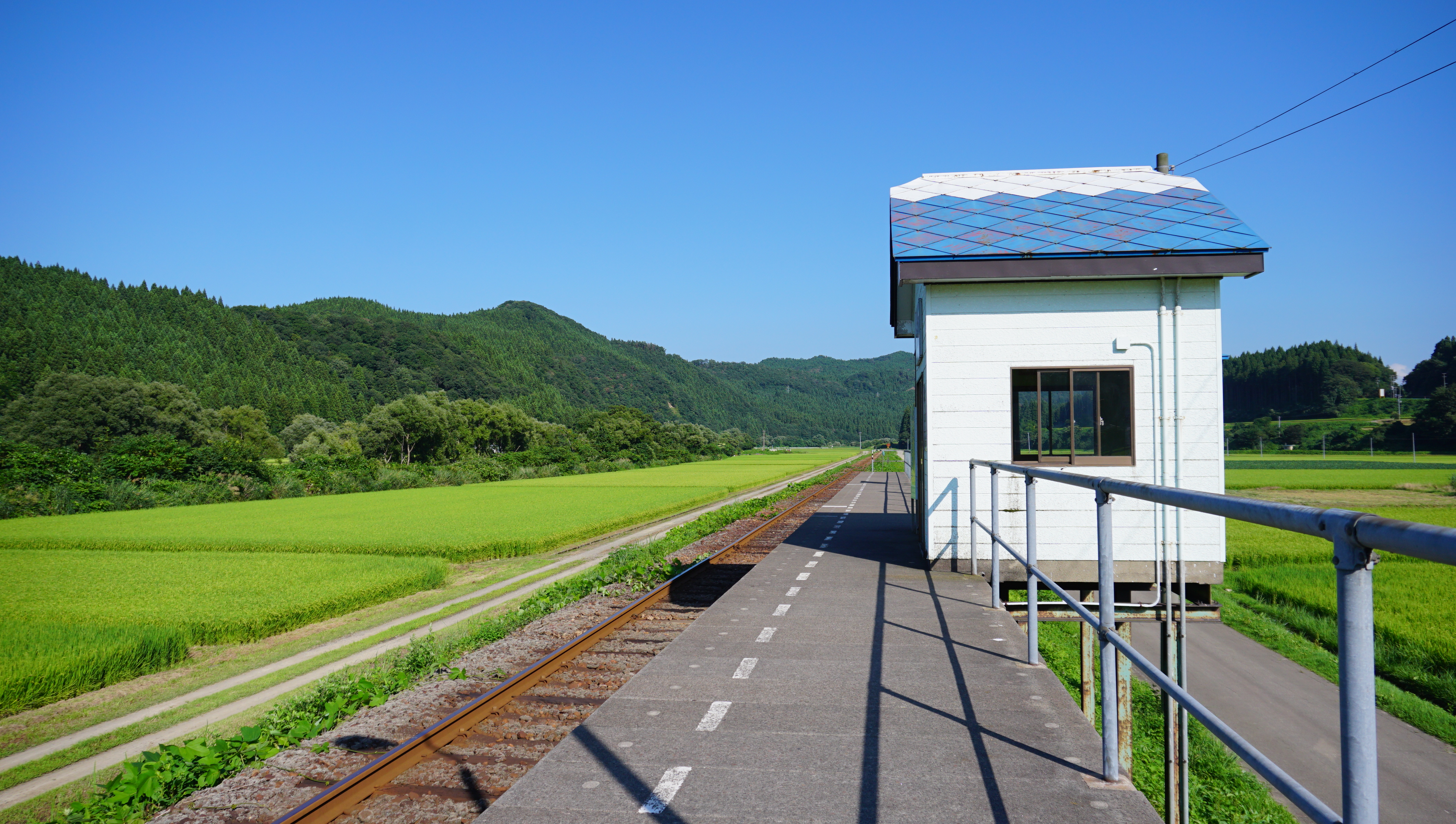
ホーム（2020年8月）

単式ホーム1面1線を有する地上駅である。

## 利用状況
| 1日乗降人員推移 | 1日乗降人員推移 |
| 年度            | 1日平均人数     |
| --------------- | --------------- |
| 2011年          | 37              |
| 2012年          | 53              |
| 2013年          | 49              |
| 2014年          | 53              |
| 2015年          | 46              |
| 2016年          | 38              |
| 2017年          | 33              |
| 2018年          | 19              |
| 2019年          | 18              |
| 2020年          | 8               |
| 2021年          | 12              |
| 2022年          | 15              |

## 駅周辺
- 吉沢簡易郵便局
- 子吉川
- 国道108号

### バス路線
- 羽後交通「吉沢」停留所

## その他
- 当駅は、テレビ東京の旅番組『田舎に泊まろう!』における無人駅企画のロケ地になったことがある[6]。

## 隣の駅
由利高原鉄道
■鳥海山ろく線
西滝沢駅 - 吉沢駅 - 川辺駅